# A3 (Slovenië)
De A3 of Avtocesta 3 is een autosnelweg in het zuidwesten van Slovenië. De weg loopt van de snelweg A1 bij Divača via de stad Sežana naar de Italiaanse grens bij Fernetiči. In Italië loopt de weg als SS58 verder naar Triëst. De totale lengte van het traject bedraagt 11,7 kilometer. 
De A3 is onderdeel van de Adriatisch-Ionische autosnelweg. Deze toekomstige autosnelweg zal vanaf Triëst in Italië langs de oostkust van de Adriatische en Ionische Zee naar Kalamáta in het zuiden van Griekenland lopen.